# Torneos de invierno de fútbol en Uruguay
Se disputan intermitentemente en Uruguay torneos de invierno, y son competiciones de carácter amistoso salvo contadas excepciones, utilizadas como parte de la pretemporada. La mayoría de las diferentes competiciones que se han realizado desde ese año tienen como protagonistas a Nacional y Peñarol, los dos equipos más importantes de Uruguay. Sus número de participantes varía mayoritariamente entre 2 o 4 equipos.
Durante la temporada 2007, se organizó la Copa Carlos Gardel, un torneo de invierno amistoso que se disputó en Tacuarembó, Uruguay, organizado por Tacuarembó Fútbol Club. En cada edición participó el organizador (Tacuarembó), y se ha procurado invitar a alguno de los equipos grandes de Montevideo para jerarquizar el evento. Solo se disputó en los años 2007, 2009 y 2010. Luego el torneo se discontinuó. En 2022 se anunció la vuelta del torneo, con la participación del local, Tacuarembó, y Nacional.
Años después, se organizó en el invierno de 2017 la Copa de Campeones, un cuadrangular amistoso entre Nacional, Peñarol, Danubio y Defensor Sporting, buscando cumplir con el calendario acordado para el verano y que por motivos de seguridad no se realizó.
Desde 2017 se disputa el Torneo Intermedio, puntuable para la Tabla Anual de Primera División.

## Sistema de competición
El sistema de competición de los torneos de invierno en Uruguay es el de eliminatorias directas a un partido, que se juegan en una o dos fechas en la mayoría de los casos dependiendo si participan 2 o 4 equipos. En el primero de los casos, solo se disputa la final o el único encuentro de la copa. En caso de ser 4 participantes, la copa se disputa en dos fechas, disputándose en la primera las dos semifinales y en la segunda también se juegan dos partidos (el encuentro por el tercer puesto entre los dos perdedores de la fase previa y la final entre los ganadores).

## Lista de torneos de invierno por año
| Año  | Nombre del torneo  | Ciudad     | Campeón         | Segundo    | Tercer lugar | Cuarto lugar     |
| ---- | ------------------ | ---------- | --------------- | ---------- | ------------ | ---------------- |
| 2007 | Copa Carlos Gardel | Tacuarembó | Peñarol         | Tacuarembó | Quilmes      | Atlético Rafaela |
| 2009 | Copa Carlos Gardel | Tacuarembó | Peñarol         | Tacuarembó |              |                  |
| 2010 | Copa Carlos Gardel | Tacuarembó | Deportivo Merlo | Nacional   | Danubio      | Tacuarembó       |
| 2017 | Copa de Campeones  | Montevideo | Defensor Sp.    | Nacional   | Danubio      | Peñarol          |

## Cobertura televisiva
Los derechos televisivos de los Torneos de Verano del Fútbol Uruguayo los tiene la empresa Tenfield y todos los partidos se emiten por VTV. También se emiten en vivo, pero por VTV +.